# Eretmocerus queenslandensis
Eretmocerus queenslandensis is een vliesvleugelig insect uit de familie Aphelinidae. De wetenschappelijke naam is voor het eerst geldig gepubliceerd in 2000 door Naumann & Schmidt.